# Polybotrya alata
Polybotrya alata är en träjonväxtart som beskrevs av Robbin C. Moran. Polybotrya alata ingår i släktet Polybotrya och familjen Dryopteridaceae. Inga underarter finns listade.